# Bretxa de gènere

Índex de bretxa de gènere en el món per la Global Gender Gap Report en 2016.

La bretxa de gènere o escletxa de gènere és una construcció analítica i empírica que sorgeix de la diferència entre les categories d'una variable en relació amb les taxes masculines i femenines. Destaca les desigualtats existents entre homes i dones en qualsevol àmbit, en relació amb el nivell de participació, accés a oportunitats, drets, poder i influència, remuneració i beneficis, control i ús dels recursos, que els permeten garantir el seu benestar i desenvolupament humà. Les bretxes de gènere s'expressen en totes les àrees de l'acompliment, com l'econòmic, social, laboral, cultural, sanitari, etc. Es funden en la jerarquització de les diferències entre homes i dones i s'expressen de diferent manera segons l'àrea de què es tracti.

## Història
Va ser la feminista estatunidenca Eleanor Smeal qui va utilitzar per primera vegada el concepte "bretxa de gènere" en 1980 aplicat en la política, a l'efecte d'explicar les diferències en el vot d'homes i dones en la política dels Estats Units,i assenyalant que la bretxa de gènere seria decisiva en l'elecció del nou president del país. En 1984, Eleanor Smeal va escriure un llibre sobre la bretxa de gènere: Why and How Women Will Elect the Next President (Harper & Row).

## Les bretxes de gènere en la producció científica
La deliberada exclusió i limitació de la participació de les dones en la producció del coneixement científic i tecnològic i el poc reconeixement dels seus assoliments i descobriments evidencien les bretxes de gènere existents en aquests camps. L'escassetat i invisibilizació de les dones en la ciència i tecnologia contribueixen a la desigualtat d'accés a la formació i recerca en carreres científiques, conseqüentment contribuint a efectes com el sostre de cristall o l'efecte Matilda, entre d'altres.